# Acanthodactylus tristrami
Acanthodactylus tristrami (гребнепала ящірка Трістрама) — вид ящірок родини ящіркових (Lacertidae). Мешкає на Близькому Сході. Вид названий на честь англійського священника і натураліста Генрі Бейкера Трістрама.

## Поширення і екологія
Гребнепалі ящірки Трістрама мешкають в північному Лівані, в центральній і західній Сирії та північній Йорданії, за деякими свідченнями також в Іраці. Вони живуть в напівпустелях і чагарникових степах, трапляються на полях. Відкладають яйця.